# Adalbert Gyrowetz
Adalbert Gyrowetz ou Vojtěch Matyáš Jírovec, né le 20 février 1763 à Budweis (royaume de Bohême) et mort le 19 mars 1850 à Vienne (Autriche), est un compositeur tchèque.

## Biographie
Il commence ses études musicales avec son père, chef de chœur à la cathédrale de Budějovice (alors Budweis), avant de rejoindre Prague pour y étudier le droit.
Il devient ensuite secrétaire du comte Franz von Fünfkirchen à Brünn (aujourd'hui Brno) pour lequel il participe aux concerts de l'orchestre. Il compose ses premières symphonies et les envoie à un éditeur. En 1785, il rejoint Vienne, où il se lie d'amitié avec Mozart qui l'encourage à persévérer dans la composition.
De 1786 à 1793, il voyage à travers toute l'Europe. Il rencontre Johann Wolfgang von Goethe à Rome, Ignace Pleyel et Joseph Haydn à Londres lors des concerts Salomon en 1791. À Paris, il découvre que l'une de ses symphonies a été attribuée à Haydn, dont la renommée permet aux éditeurs de vendre aisément les œuvres.
Il retourne ensuite en Bohême en 1793. En 1804, il est nommé au poste prestigieux de second kapellmeister du théâtre de la Cour de Vienne. Il fait la connaissance de Beethoven, dont il devient l'ami.
En collaboration avec Michele Carafa, il compose la musique du ballet Nathalie, ou La Laitière suisse pour l'Académie Royale de Musique, en 1832.

## Œuvres
Son œuvre très méconnue a été redécouverte par les London Mozart Players en 2000, avec l'enregistrement des symphonies opus 6 nos 2 et 3 et opus 12 no 1. De style galant, elles se rapprochent des symphonies écrites par Joseph Haydn.
Outre des opéras, il a également écrit un nombre important de pièces de musique de chambre, notamment pour l'éditeur parisien Jean-Jérôme Imbault qui publie ses quatuors à cordes opus 1 (qui connurent sept réimpressions en peu de temps), suivis des opus 2 et 3.
Opéras
| - Semiramis (1791 - perdu) - Selico (1804 Vienne ) - Mirana, die Königin der Amazonen (1806 Vienne) - Agnes Sorel (1806 Vienne) - Ida, die büssende (1807) - Die Junggesellen-Wirtschaft (1807 Vienne) - Emericke (1807 Vienne) - Die Pagen des Herzogs von Vendôme (1808 Vienne) - Der Sammtrock (1809 Vienne) - Der betrogene Betrüger (1810 Vienne) - Das zugemauerte Fenster (1810 Vienne) - Der Augenarzt (1811 Vienne) - Federica ed Adolfo (1812 Vienne) - Das Winterquartier in America (1812 Vienne) | - Robert, oder Die Prüfung (1815 Vienne) - Helene (1816 Vienne) - Die beiden Eremiten (1816) - Der Gemahl von ungefähr (1816 Vienne) - Die beiden Savoyarden (1817) - Il finto Stanislao (1818 Milan) - Aladin (1819 Vienne) - Das Ständchen (1823 Vienne) - Des Kaisers Genesung (1826 Vienne) - Der blinde Harfner (1827 Vienne) - Der Geburtstag (1828 Vienne) - Der dreizehnte Mantel (1829 Vienne) - Felix und Adele (1831 Vienne) - Hans Sachs im vorgerückten Alter (1834 Dresde) |

Ballets

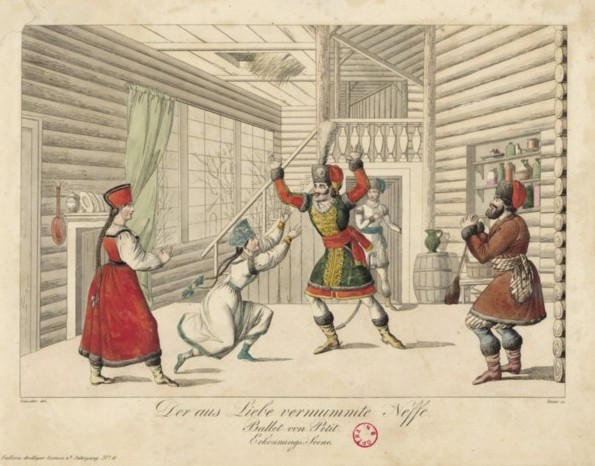
Der aus Liebe vermummte Neffe, ballet chorégraphié par Baptiste Petit sur une musique de Gyrowetz (Vienne, Kärnthnerthor Theater, février 1827) – gravure de Johann Wenzel Zinke (1827) d'après un dessin de Johann Christian Schoeller.

- Der aus Liebe vermummte Neffe oder die wiedergefundene Töchter (Vienne, Kärnthnerthor Theater, février 1827) Chorégraphie de Baptiste Petit[4].
- Nathalie, ou La Laitière suisse (en collaboration avec Michele Carafa), ballet donné à Paris, Académie royale de musique le 7 novembre 1832[5]. Chorégraphie et livret[6] de Filippo Taglioni.

Plus de 60 symphonies, dont
- Symphonie en ré majeur, op. 12, no 1
- Symphonie en mi-bémol majeur, op. 6, no 2
- Symphonie en fa majeur, op. 6, no 3
- Symphonie en Sol majeur (pub. chez Sieber vers 1786, sous le nom de Joseph Haydn (Hob I G3))[7].

Trois quatuors de flûtes, op. 11 (1795)
- no 1 en ré majeur
- no 2 en sol majeur
- no 3 en ut majeur

Environ 60 quatuors à cordes, dont
- Six quatuors à cordes, op. 17
- Trois quatuors à cordes, op. 25a
- Trois quatuors à cordes, op. 44
  - no 1 en sol majeur
  - no 2 en si-bémol majeur
  - no 3 en la-bémol majeur
- Trois quatuors à cordes, op. 30
- Trois quatuors à corde, op. 56

30 trios, dont
| - Trois Trios avec piano, op. 10 - Trois Trios avec piano, op. 18 - Trio avec piano, op. 22 | - Trois Trios avec piano, op. 15 - Trois Trios pour piano, violon ou flûte, et violoncelle, op. 12 - Trois Trios avec piano, op. 41 | - Trio pour clarinette, violoncelle, et piano, op. 43 - Nocturne no 9 pour trio avec piano, op. 41 (1800) - Divertimento pour trio avec piano, op. 50 |

40 sonates pour violon
3 quintettes, dont
- Quintette en ut majeur (2 violons, 2 altos, et violoncelle) op.45

Autres œuvres de musique de chambre, dont
- Quatuor en sol mineur (flûte, violon, alto, et violoncelle), op. 19, no 2
- Third Nightmusic (flûte, violon, alto, et violoncelle), op. 26
- Quintette en mi mineur pour flûte, violon, altos, violoncelle, op. 39 (1800)

## Hommages
L'astéroïde (250374) Jírovec, découvert en 2003, est nommé en son honneur.